# Tjeert Pannekoek
Tjeert Pannekoek (Kloosterburen, 1 december 1886 - concentratiekamp Mauthausen, 18 december 1944) was hoofdbestuurder van de Nederlandse Christelijke Landarbeidersbond (NCLB), lid van de Provinciale Staten van Groningen en verzetsman.
De NCLB was voor de oorlog een grote bond binnen het CNV. Toen de oorlog uitbrak, veranderde er de eerste maanden weinig. Op 16 juli stelde Seyss-Inquart een NSB'er aan het hoofd van het CNV en toen op 25 juli 1941 de bezetter probeerde de NCLB over te nemen, stapte het NCLB-bestuur op, waarna de bond werd opgeheven.
Pannekoek ging in het verzet en kwam bij Verzetsgroep Garrelsweer, die onder leiding stond van Tjaako Zijlema. In het najaar van 1943 werd hij gearresteerd en meteen afgevoerd naar concentratiekamp Mauthausen, waar hij in december 1944 overleed aan dysenterie en longontsteking. Marinus Ruppert en NCLB-bestuurder H. Oudekerk doken onder.

## Onderscheiden
- Verzetskruis